# Rostislav I. Kyjevský
Rostislav Mstislavič I. Kyjevský (rusky: Ростислав Мстиславич) byl smolenský a novogrodský princ a kyjevský velkokníže.

## Život
Rostislav Mstislavič se narodil okolo roku 1110 a byl synem velkoknížete Mstislava I. Kyjevského a jeho choti Kristýny Ingesdotter Švédské. Měl devět sourozenců, mezi nimi sestry Ingeborg a Marii.
Po vyhnání Jaroslava II. Kyjevského z Novgorodu bylo Rostislavu Mstislavičovi nabídnuto stát se jeho nástupcem. Výzvu přijal a 17. dubna 1154 se stal novgorodským knížetem. Když se později dozvěděl, že Jaroslav II. zemřel, opustil Novgorod a ujal se i kyjevského trůnu. Občané Novogrodu však pochopili jeho odjezd jako zradu a otočení se k nim zády a vyhnali jeho syna Davida, který otce zastupoval. Vlády nad městem se pak ujal Mstislav Jurjevič. Rostislav Mstislavič vládl Kyjevu pouze jeden týden, pak proti němu vytáhl Iziaslav III. Kyjevský a on musel prchnout do Černigova.
Zemřel v roce 1167.

## Potomci
Rostislav I. Kyjevský po sobě zanechal šest synů a čtyři dcery:
- David Rostislavič Novgorodský
- Mstislav Rostislavič Smolenský
- Svatoslav Rostislavič Novgorodký
- Roman I. Kyjevský
- Rurik Rostislavič
- Elena Rostislavna Kyjevsko-Smolenská
- Agrafena Rostislavna

- Agafiya Rostislavna Smolenská
- dcera provdaná za Mstislava Rostovského